# Ruvubu
Ruvubu (także Rurubu i Ruvuvu) – rzeka w Burundi i Tanzanii. Należy do dorzecza Nilu. Liczy 480 km długości. Wypływa w północnym Burundi, blisko miasta Kayanza. Płynie w kierunku południowym, następnie zmienia kierunek na północno-wschodni. Przepływa przez Park Narodowy Ruvubu. Stanowi potem granicę burundyjsko-tanzańską. Wpływa do Tanzanii i łączy się z Kagerą.